# Pablo Correa León
Pablo Correa León (Bogotá, 5 de junio de 1918-Bogotá, 19 de agosto de 1980) fue un eclesiástico colombiano, de la Iglesia católica. Fue obispo auxiliar de Bogotá, Obispo titular de Gisipa, y Obispo de Cúcuta.

## Vida y obra
Nació en Bogotá el 5 de junio de 1918, sus padres fueron Teodoro Correa y María León. Sus padres lo formaron en un seminario menor, donde recibió el título de bachiller, ingresando después al seminario mayor de la arquidiócesis donde cursó humanidades y filosofía. En Roma continuó los estudios y se tituló en la universidad Gregoriana de Roma, de licenciado en Teología y doctorado en derecho canónico.
Fue ordenado como sacerdote el 26 de octubre de 1941, en Roma. El 27 de febrero de 1957 fue nombrado obispo auxiliar de Bogotá por el papa Pío XII. Dos años después fue nombrado obispo de Cúcuta.  Debido a quebrantos de salud renunció a la Diócesis. El 5 de julio de 1970 el papa Pablo VI aceptó su renuncia  y lo nombró presidente del Tribunal Eclesiástico Nacional, cargo que ejerció hasta el 19 de acostó de 1980, cuando falleció. Los restos mortales fueron traídos a Cúcuta por monseñor Alberto Giraldo Jaramillo.
“Era el prelado firme, de lealtad absoluta, de manera que cuando estaba en juego el cumplimiento del deber, la defensa de la Iglesia, la corrección de un abuso o la persistencia en rebeldía, no vacilaba en presentar la alternativa de las censuras canónicas”, escribió el padre Carlos José Mendoza en el libro “Historia de la Diócesis de Cúcuta”.
Asistió a las sesiones del Concilio Ecuménico Vaticano II, donde, según la prensa internacional, logró un alto desempeño al ser proclamado en dos oportunidades como “la figura del día” por sus ponencias y las intervenciones en los debates. Adquirió para la Diócesis una casa en el barrio La Riviera, que sirve de residencia para los pastores diocesanos, solucionando así un gran problema en ese momento.
El 19 de marzo de 1961, puso la primera piedra en la construcción del Seminario, sobre planos diseñados por el arquitecto Julián Caicedo Arboleda; personalmente se encargó en la construcción de esta obra, en la que tuvo como mano derecha al padre Eduardo Trujillo Gutiérrez. Logró que el papa Juan XXIII designará a San José como el patrono de la Diócesis y consagró los dos primeros sacerdotes de la Diócesis en la Catedral: Juan Ignacio Latorre y Juan de Jesús Moros.
En 1964, realizó la incardinación para la Diócesis de los sacerdotes Martín Parada, Macario Caballero, Miguel Ardanaz, Matías Bermejo y Ángel Cayo Atienza, con lo cual el clero diocesano quedó notablemente reforzado. En 1966, en un hecho significativo en la vida de la Diócesis creó el Consejo Presbiteral; además, reestructuró el Apostolado Seglar y la Acción Católica, y nombró como asesor al entonces sacerdote, Ramón Caro Acevedo.
Debido a quebrantos de salud renunció a la Diócesis. La Santa Sede anunció la aceptación el 31 de julio de 1970; el 19 de agosto de 1980, falleció en la ciudad de Bogotá (Cundinamarca). Los restos mortales fueron traídos a Cúcuta por monseñor Alberto Giraldo Jaramillo y descansan al lado de los de monseñor Pérez Hernández, en la Catedral de San José.